# Jacobs University Bremen
Universitatea Jacobs din Bremen (Jacobs University Bremen) este o universitate privată în limba engleză situată în Bremen, Germania. Oferă Diplomă de Licență (Bachelor's), Diplomă de Master (Master's) și Diploma de Doctor (Ph.D.) în mai mult de 40 de programe în domeniile inginerie, științe umane, științe naturale și sociale.

## Origine și acreditare
Universitatea Jacobs a fost inițial creată dintr-o colaborare între administrația locala a Orașul Liber și Hanseatic Bremen, Universitatea din Bremen și Universitatea Rice, SUA. A fost deschisă oficial în 2001 ca 'Universitatea Internațională Bremen' (IUB - International University Bremen). În același an universitatea a fost acreditată de Consiliul German de Științe și Umanități. În 2008, consiliul a reacreditat Universitatea Jacobs pentru următorii 10 ani. Toate programele universitare au fost acreditate de Consiliul German de Acreditare (Agenția ACQUIN) în 2004.
În toamna 2006, Fundația Elvețiană Jacobs (Swiss Jacobs Foundation) a investit 200 milioane de euro în universitate—cea mai mare donație privată făcută vreodată în Europa unei instituții de învățământ superior. Ca apreciere a , conducerea universității a decis să îi schimbe numele în Jacobs Universtiy Bremen.
Instituțiile parteneri oficiali ai Universității Jacobs sunt Universitatea Rice, SUA, Universitatea din Bremen, Institutul de Cercetare Polara și Marină Wegener și Institutul de Biologie Marină Max Plank.

## Principii

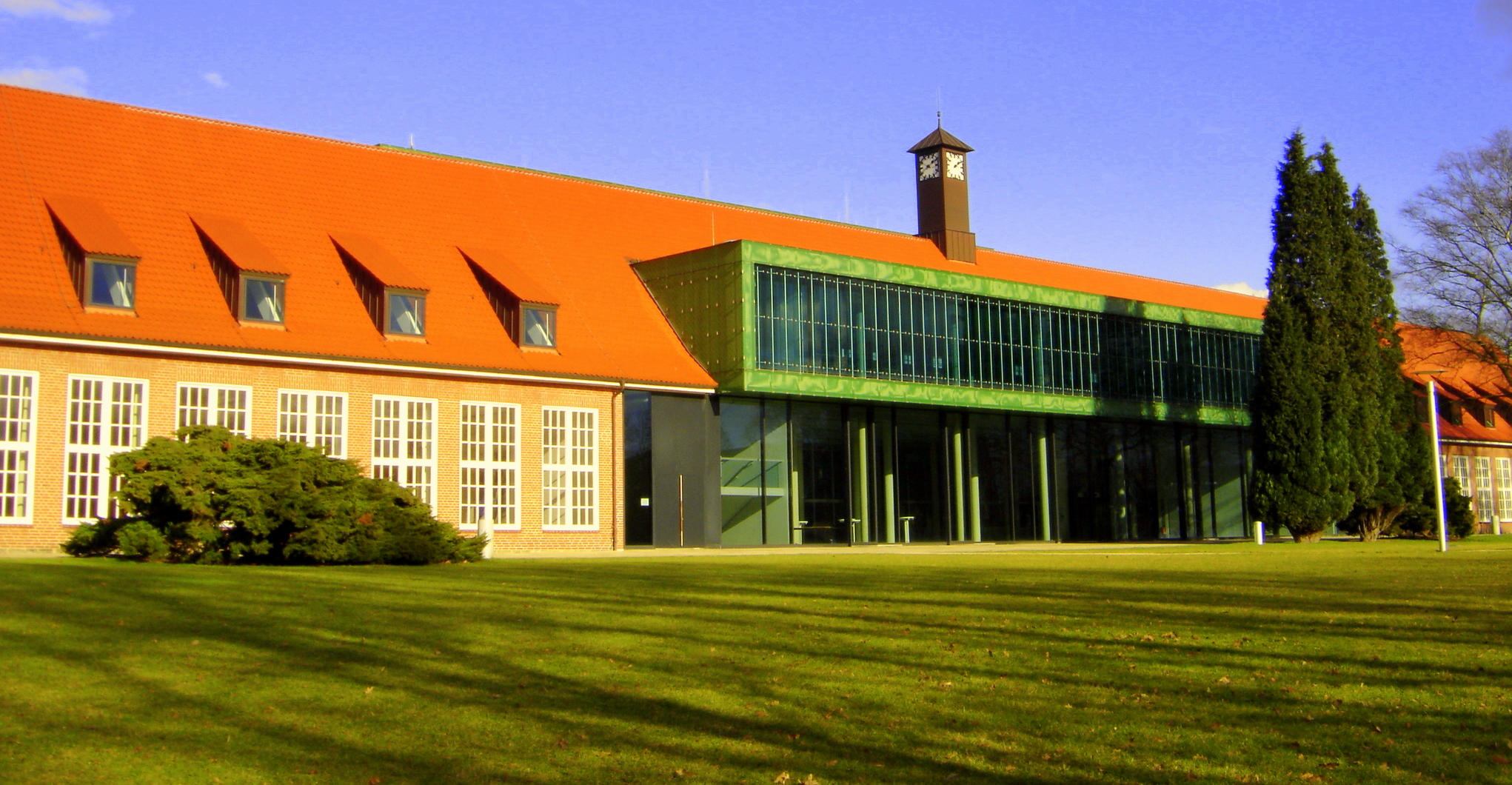
Jacobs University Bremen IRC

Universitatea Jacobs are patru principii în cercetare și educație :
- Excelență (cu privire la performanța așteptată de la studenți și cadre didactice)
- Internaționalitate & Interculturalitate (a corpului studențesc și a cadrelor didactice, în același timp cu o perspectivă globală consistentă în cercetare și învățământ)
- Transdisciplinaritate (o abordare orientată pe rezolvarea problemelor, depășind limitele tradiționale ale disciplinelor în cercetare și educație)
- Interactivitate (a mediului universitar prin contactul social din campus și suport individual)

## Profil academic
Profilul universitații în cercetare și educație se axează pe subiecte generale:
- Energie
- Apă, nutriție, sănătate
- Informație, comunicare și educație
- Pace și management al conflictelor

Astfel, Unviersitatea Jacobs dorește să contribuiască la găsirea unor soluții la marile probleme ale secolului 21.

### Cercetare
În ianuarie 2010 Universitatea Jacobs a restructurat cercetarea în cadrul său, formând nouă centre transdisciplinare în care oamenii de știință din diferite domenii lucrează împreună. Aceste centre ating subiectele generale ale universității din unghiuri științifice diferite. 

### Învățământ
Învățământul la Universitatea Jacobs e organizat în trei unități academice:
- Facultatea de Inginerie și Științe
- Facultatea de Științe Umane și Sociale
- Centrul Jacobs pentru Învățământ de-a lungul Vieții și Dezvoltare Instituțională

### Diplome
Universitatea Jacobs oferă programe de studii cu finalizare în Diploma de Licență în 3 ani, Diploma de Master în 1,5 până la 2 ani, Diplomă de Doctor sau Diploma de Master în Administrarea Afacerilor.

### Programe de studiu
Programele de studiu la Universitatea Jacobs cuprind 21 de programe de studiu pentru licență, 20 de programe pentru Master și Doctorat, 2 programe pentru Master în Administrarea Afacerilor, ca și 5 programe de Doctorat adiționale oferite de Scoala Internațională de Master în Științe Sociale Bremen (Bremen International Graduate School of Social Sciences - o colaborare academică între Universitatea Jacobs și Universitatea din Bremen).
Universitatea Jacobs are diverse acorduri cu alte universități ce permit studenților săi să petreacă un semestru în străinătate. Instituții partenere în străinătate sunt Universitatea Carnegie Mellon, Colegiul Lafayette, Universitatea Rice și Universitatea de Stat Washington. În Asia Universitatea Jacobs a semnat un acord cu Universitatea Thammasat (Bangkok, Thailanda). Parteneri europeni includ Universitatea Tehnologică Gdansk (Gdansk, Polonia), Sciences Po (Paris, Franța), Universitatea Cagliari (Cagliari, Spain), Universitatea Sapienza din Roma (Roma, Italia) și Colegiul Universitar Utrecht (Utrecht, Olanda).

## Cadre didactice și corp studențesc
În anul academic 2010/11 122 de profesori de drept plus profesori oaspeți predau la Universitatea Jacobs, ajutați de personal de cercetare și instrucție, adică 254 oameni.
În prezent 1.245 studenți din 102 țări studiază la Jacobs. Corpul studențesc constă din 644 de studenți la licență, 161 de studenți la master și 428 studenți la doctorat. Raportul dintre numărul de profesori și numărul de studenți e 1:10.
Distribuția geografică a studenților este următoarea: 7,1% din Africa, 8,3% din America, 20,6% din Asia, 0,2% din Australia/Oceania, 27,2% din Europa de Est, 36,6% din Europa Centrală și de Vest. Procentul de studenți germani e 31%.

### Absolvenți
Asociația de absolvenți ai Universității Jacobs a fost fondată în 2004 de prima grupă de absolvenți ai universității. De atunci, numarul de absolvenți a crescut de mai mult de 10 ori de la 130 la peste 1500, dintre care aproximativ 80% au intrat în asociație. Pentru a avea un cadru legal pentru participarea absolvenților în construirea viitorului universității a fost fondat o societate cu raspundere limitată, Absolvenți & Prieteni ai Jacobs University Bremen (Jacobs University Bremen Alumni & Friends GmbH). Co-deținută de asociația de absolvenți (99%) și de universitate (1%), compania a devenit unul dintre cei trei acționari.

## Admitere
Universitatea Jacobs are un sistem de admitere bazat pe reușita academică, neluând în calcul nevoile financiare. Criteriie pentru admitere sunt:
- Realizările academice din timpul studiilor liceale
- Scoruri mari la testele academice internaționale standardizate (SAT sau ACT, GRE pentru unele programe de master)
- 2 scrisori de recomandare
- Eseu personal(în engleză)
- Test de aptitudini în limba engleză (pentru vorbitorii care nu sunt nativi; de exemplu TOEFL) [5]

## Localizare si facilități

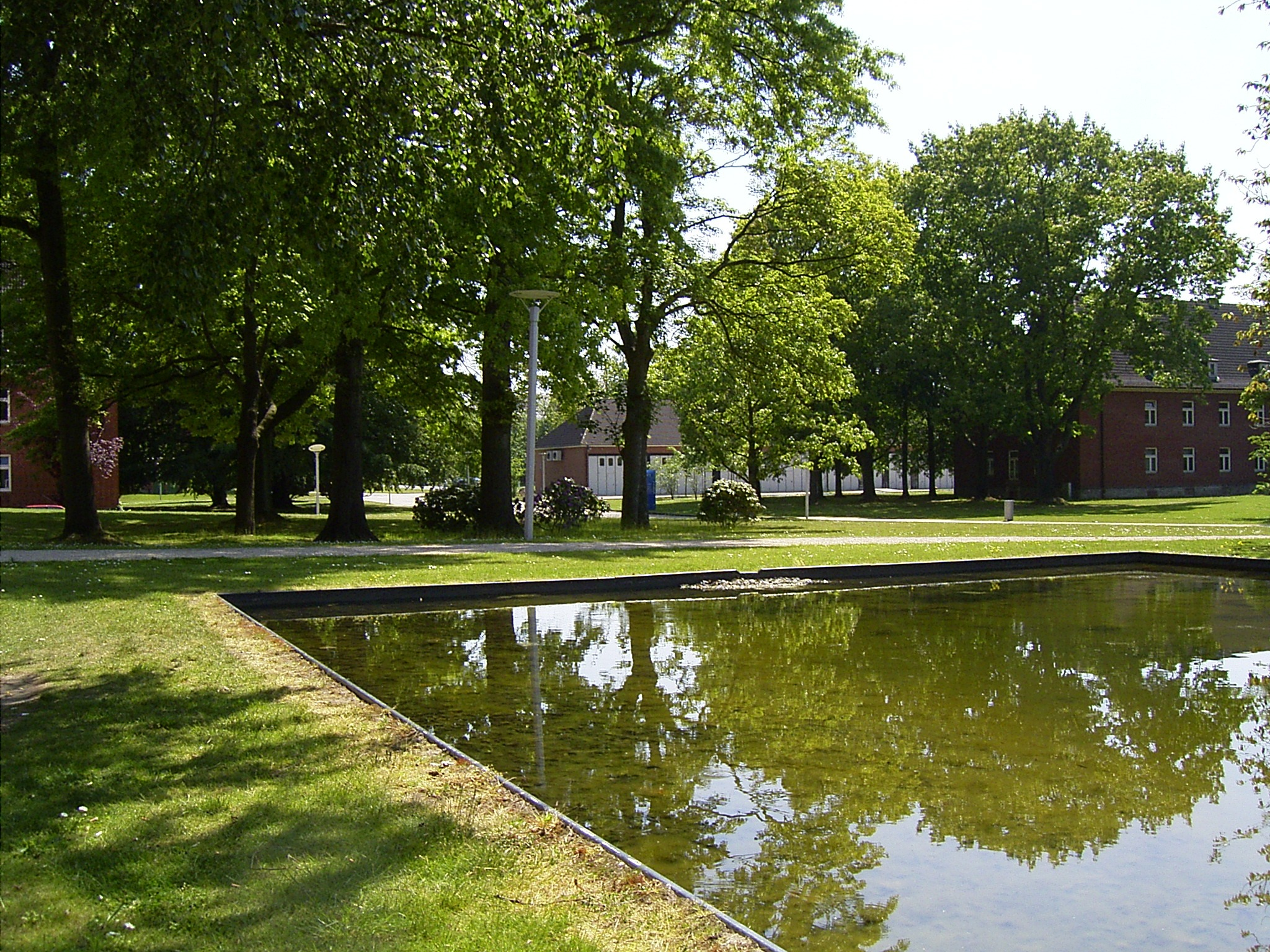
Campusul.

Universitatea Jacobs e localizată în Orașul Liber și Hanseatic Bremen, în Germania, la 17 kilometri de centrul orașului.

### Campus
Universitatea Jacobs are campus propriu, format din 30 hectare de parc, în care se găsesc căminele, administrația universității, corpurile cu clase și clădirile de cercetare (cca. 5600 m2 spațiu cu laboratoare), Centrul de Informații și Resurse (IRC - Information and Resource Center) - o bibliotecă cu resurse digitale extinse și utilizând o tehnologie a informației de actualitate - apartamente pentru oameni de știința care vizitează campusul, ca și facilități pentru sport și alte activități.

### Cămine
Există patru cămine pentru cazarea studenților în campusul universitar:
- Mercator College
- Alfried Krupp College
- College III
- College Nordmetall

### Parc științific
În august 2010 Universitatea Jacobs a ținut o ceremonie pentru a celebra începutul sitului de construcție pentru un Parc Științific în imediata apropiere a campusului. Având 4 hectare, Parcul Științific va trebui să ofere companiilor orientate pe cercetare sau tehnologie spațiul necesar.

## Activități extracuriculare
La Jacobs există o mare varietate de cluburi studențești. În mare, se pot diferenția în cluburi sportive și cluburi artistice și culturale. Activitățile sportive includ, de exemplu, canotaj, fotbal, baschet, volei, cricket, rugbi, majorete, dans de societate, salsa, breakdance, frisbee și arte marțiale. În cea de-a doua categorie intră ziarul campusului, "Pulse of the World", societatea "BRIMUN", clubul de dezbateri, clubul de mediu și clubul de artă.